# Avenue des Gobelins
Ne doit pas être confondu avec Rue des Gobelins ou Villa des Gobelins.
L'avenue des Gobelins est une voie des 13e et 5e arrondissements de Paris.

## Situation et accès
Cette rue est située dans le prolongement de la rue Mouffetard, du carrefour de la rue Monge et de la rue Claude-Bernard (5e arrondissement) et montant jusqu'à la place d'Italie (13e arrondissement).
L'avenue des Gobelins est desservie par les stations de métro Les Gobelins et Place d'Italie de la ligne 7 du métro.

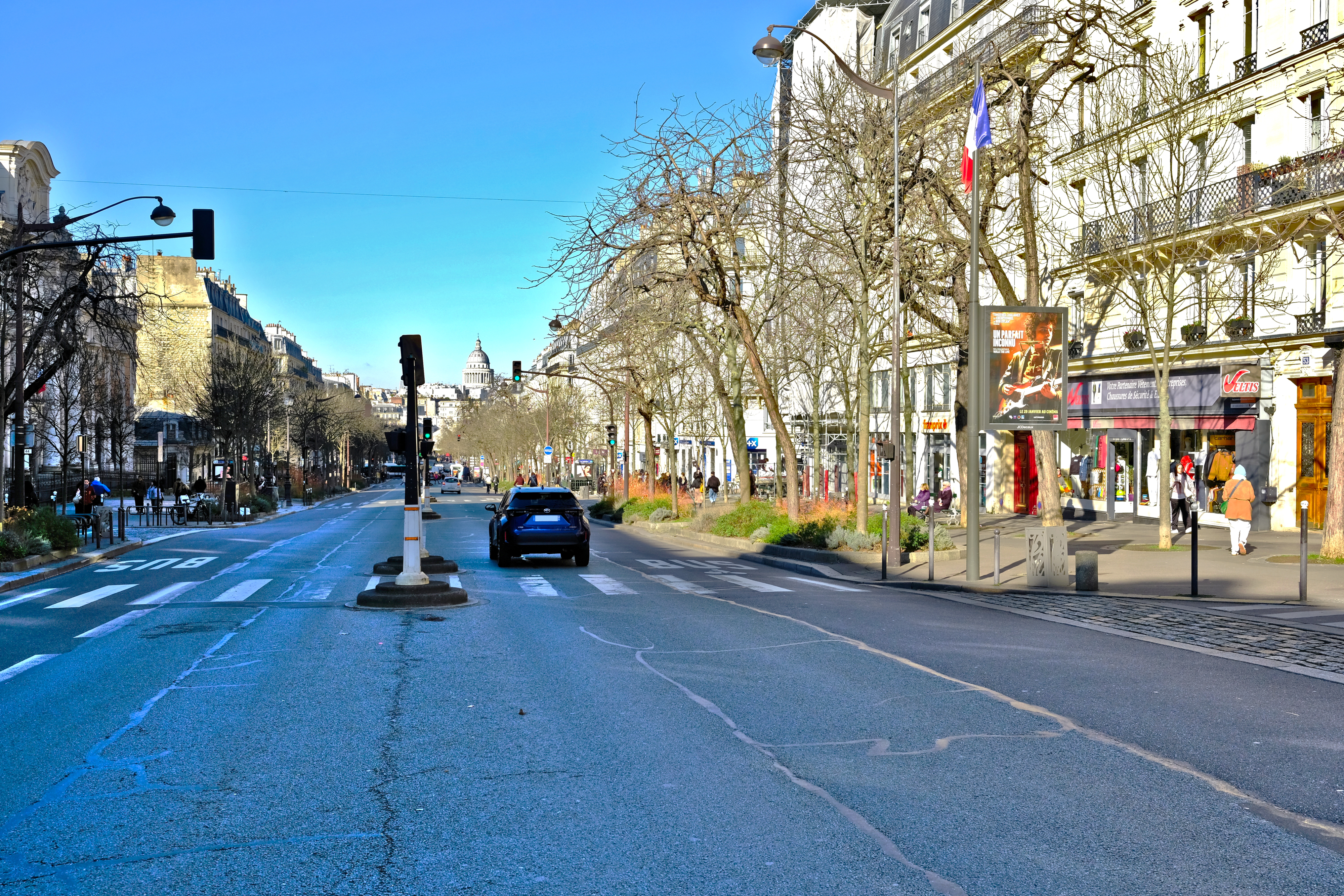
Avenue des Gobelins (vers le Panthéon).
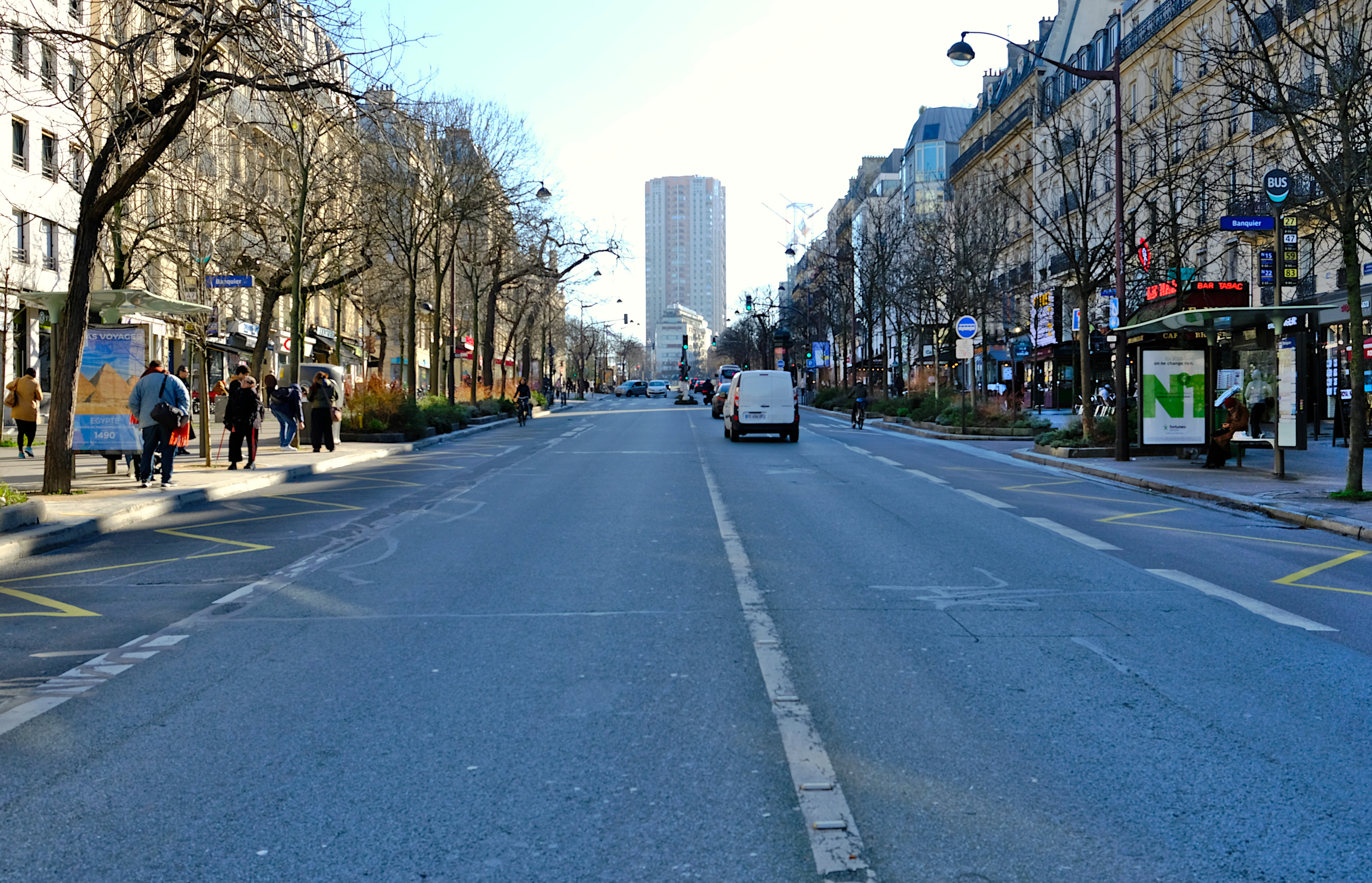
Avenue des Gobelins (vers la place d'Italie).

## Origine du nom
Elle porte ce nom car elle longe les bâtiments de la manufacture des Gobelins.
La première mention d'un Gobelin date de 1443, quand Jehan Gobelin, vraisemblablement originaire de Reims, prit à loyer une maison rue Mouffetard à l'enseigne du cygne et plus tard établit un atelier de teinture sur les bords de la Bièvre dans le faubourg Saint-Marcel. Ce moulin fut nommé « Moulin des Gobelins », avec la marque du pluriel exceptionnelle placée sur le nom propre en raison du nombre déjà important à ce moment de membres de la famille de Jehan ayant adopté le métier de teinturier. 
Les Gobelins ont occupé l'îlot comprenant la Grande Maison et le bâtiment principal appelé l'hôtel de la Reine Blanche dans le quartier Saint-Marcel jusqu'au début du XVIIe siècle,.

## Historique

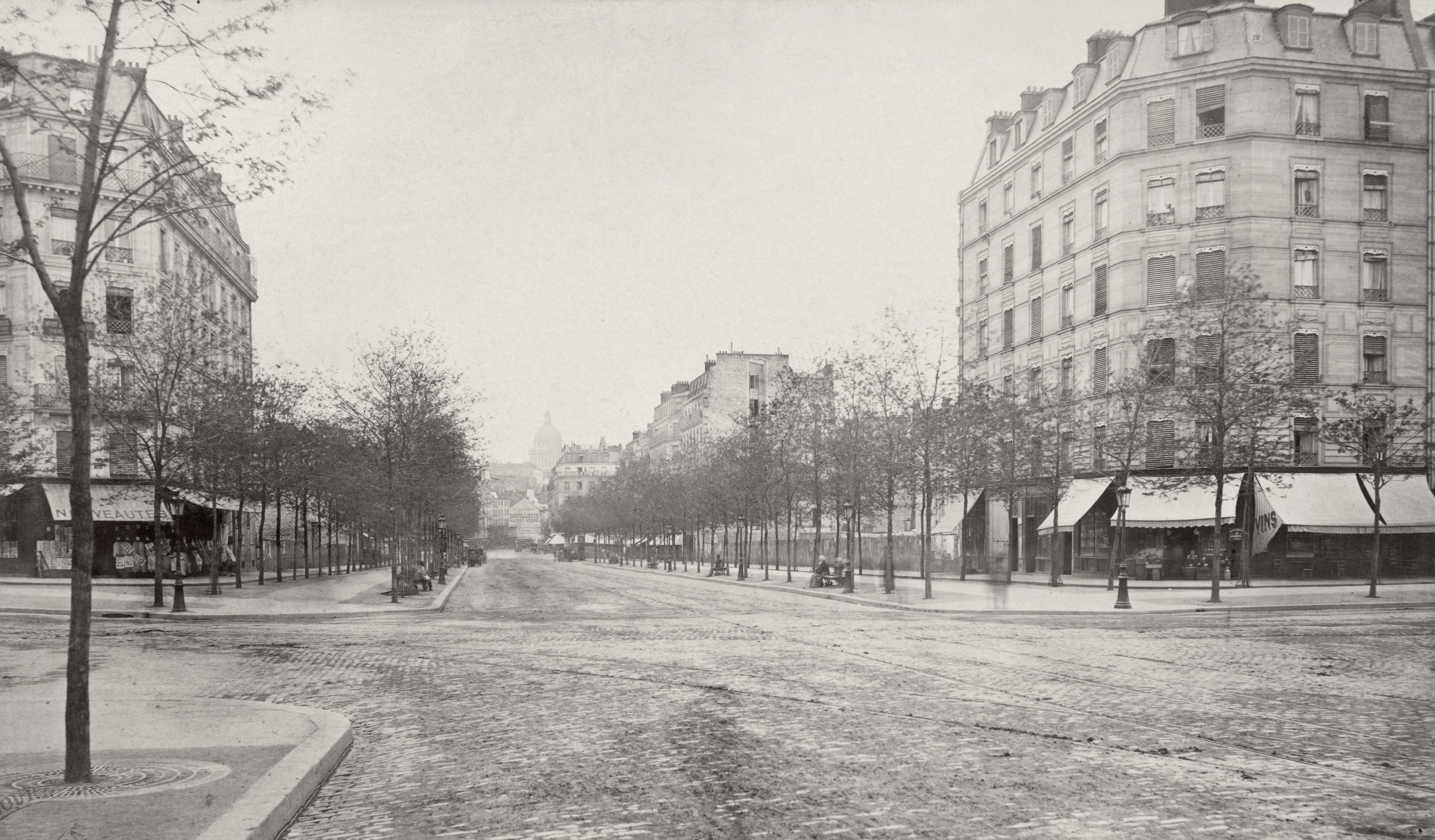
L'avenue peu après sa création, vue en direction du Panthéon (photographie de Charles Marville).

L'avenue résulte de la transformation, dans le cadre des travaux haussmanniens, d'une partie de la rue Mouffetard ouverte par les Romains au Ier siècle pour relier Lutèce à Rome, au sud du passage de la Bièvre, en avenue rectiligne et bordée d'arbres. 
Une partie de la rue Mouffetard située entre la rue de la Reine-Blanche et la rue Le Brun a été renommée « rue des Gobelins ». Toutefois au XVIIIe siècle, la section entre la rue Croulebarbe et la place d'Italie portait le nom de « rue Gautier-Renaud ».

### Vie de quartier
À cheval sur trois quartiers, l'avenue des Gobelins, qui débute au niveau de l'église Saint-Médard, profite de l'animation, des commerçants, du marché et du cadre du bas du quartier Mouffetard. Dans sa partie supérieure près de la place d'Italie, c'est une voie bordée de restaurants et de cinémas.
L'architecture est principalement de type haussmannien.
Depuis octobre 2018 le quartier fait le buzz avec l'apparition d'ours en peluche surnommés les Nounours des Gobelins à la suite d'une initiative d'un libraire et auquel les commerçants et habitants ont joué le jeu, au point que le maire de l'arrondissement Jérôme Coumet y a marié l'un d'eux en janvier 2019.

## Bâtiments remarquables et lieux de mémoire
- Au no 8 se trouvaient au début des années 1900 un établissement de « bains turco-romains » devenus « bains russes ».
- Des tombes faisant partie du grand cimetière chrétien Saint-Marcel ont été trouvées aux nos 11, 12 bis, 14 et 16 de l'avenue[3].
- La peintre Marcelle Rondenay naît au no 18 en 1880.
- La manufacture des Gobelins est installée au no 42. L'écrivain Louis Mairet y est né en 1894 et l'historien Gustave Geffroy meurt à ce numéro en 1926.
- Au no 32, subsiste le vestige de la maison où habitait Charles Le Brun[7].
- Au no 46[8] se trouve l'emplacement approximatif du no 264 de la rue Mouffetard où l'architecte Charles Garnier naquit le 5 novembre 1825 (maison démolie en 1868).
- Aux nos 45-47, emplacement de la porte dite « fausse porte Saint-Marcel », ou porte des Champs ou porte Poupeline de l’enceinte du bourg Saint-Marcel[9],[10].
- Au no 58 : le Pathé Les Fauvettes, salle de cinéma du réseau Pathé, inaugurée le 6 novembre 2015 et occupant l'emplacement de l'ancien Gaumont Gobelins. En 1900, il s'agissait d'une salle de bal et café-concert, qui projette des films à partir de 1903. La salle devient un véritable cinéma en 1937 ; en 1992, elle devient le multiplexe Gaumont Gobelins[11].
- Au no 62 : café restaurant La Manufacture ; établissement avec de nombreux nounours ;
- no 66 bis :  multiplexe parisien UGC Gobelins avec 1 169 places répartis en 11 salles[12]
- Au no 73 de l'avenue se trouve l'ancien théâtre des Gobelins[13],[14]. Cette salle de spectacle fut construite en 1869, par l'architecte Alphonse Cusin, pour Henri Larochelle, qui exploitait déjà plusieurs autres salles de quartier dans Paris. Le décor de la façade fut confié à un jeune sculpteur alors inconnu, Auguste Rodin[15]. Cette façade, classée monument historique en 1977[16], présente d'un côté Le Drame (l'homme) et de l'autre La Comédie (la femme). À son ouverture, ce théâtre à l'italienne de 800 places accueillit des pièces à grand spectacle, telles que Le Tour du monde en 80 jours, qui comportait quinze tableaux. Par la suite, la salle présenta des spectacles de variétés, puis, dès 1906, des projections du tout récent cinéma, sous la forme de courts métrages pendant les périodes de relâche du théâtre. Le théâtre devint définitivement un cinéma en 1934, fut transformé en deux salles en 1969, restauré en 1993, mais fermé au public en fin de 2003. Le classement de sa façade le préserve d'une démolition complète. À partir de 2011, le bâtiment est entièrement détruit et reconstruit sur les plans de Renzo Piano pour accueillir la fondation Jérôme Seydoux-Pathé.
- La mairie du 13e arrondissement au débouché sur la place d'Italie.

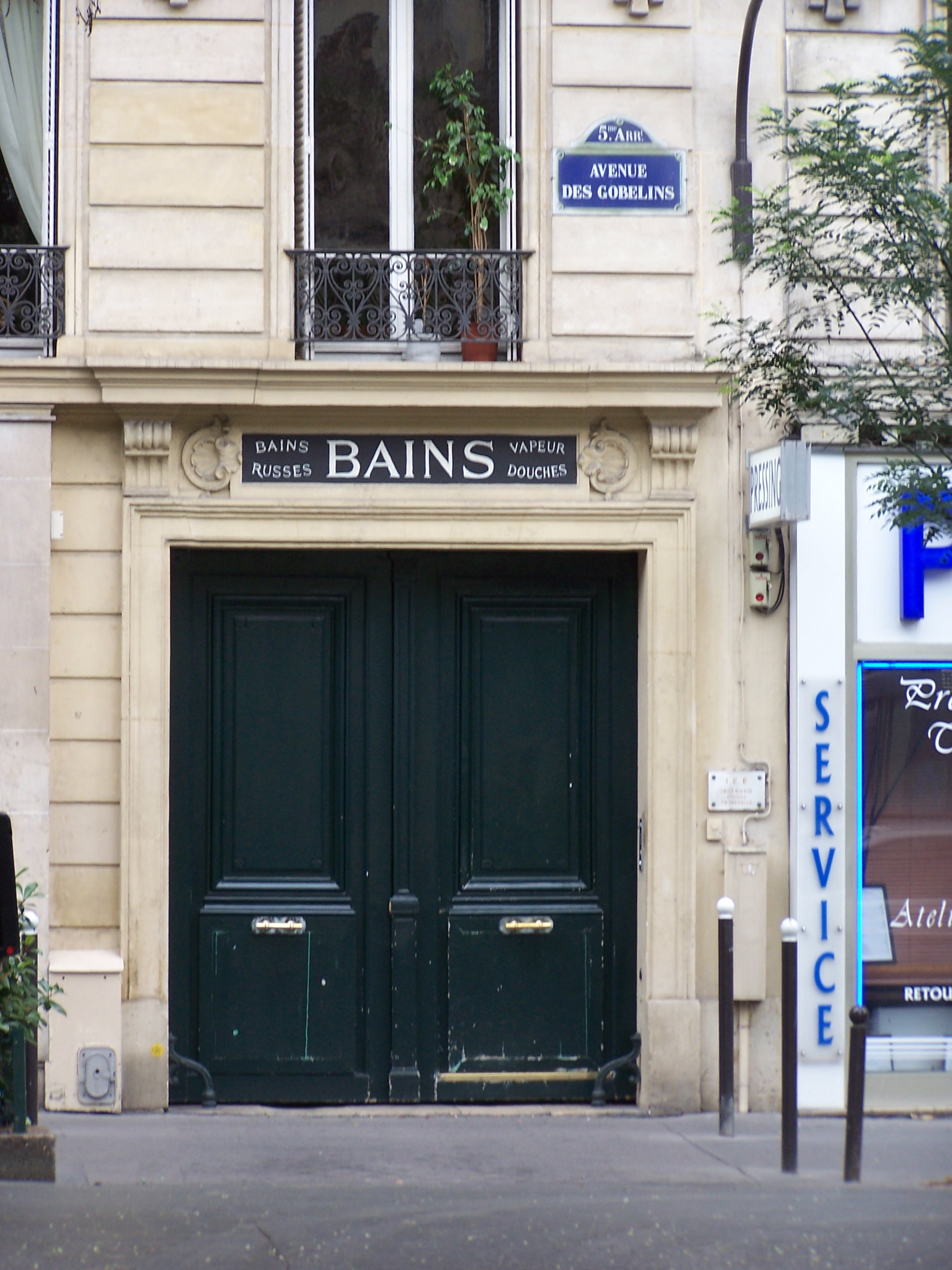
L'entrée des anciens « bains russes » au no 8.
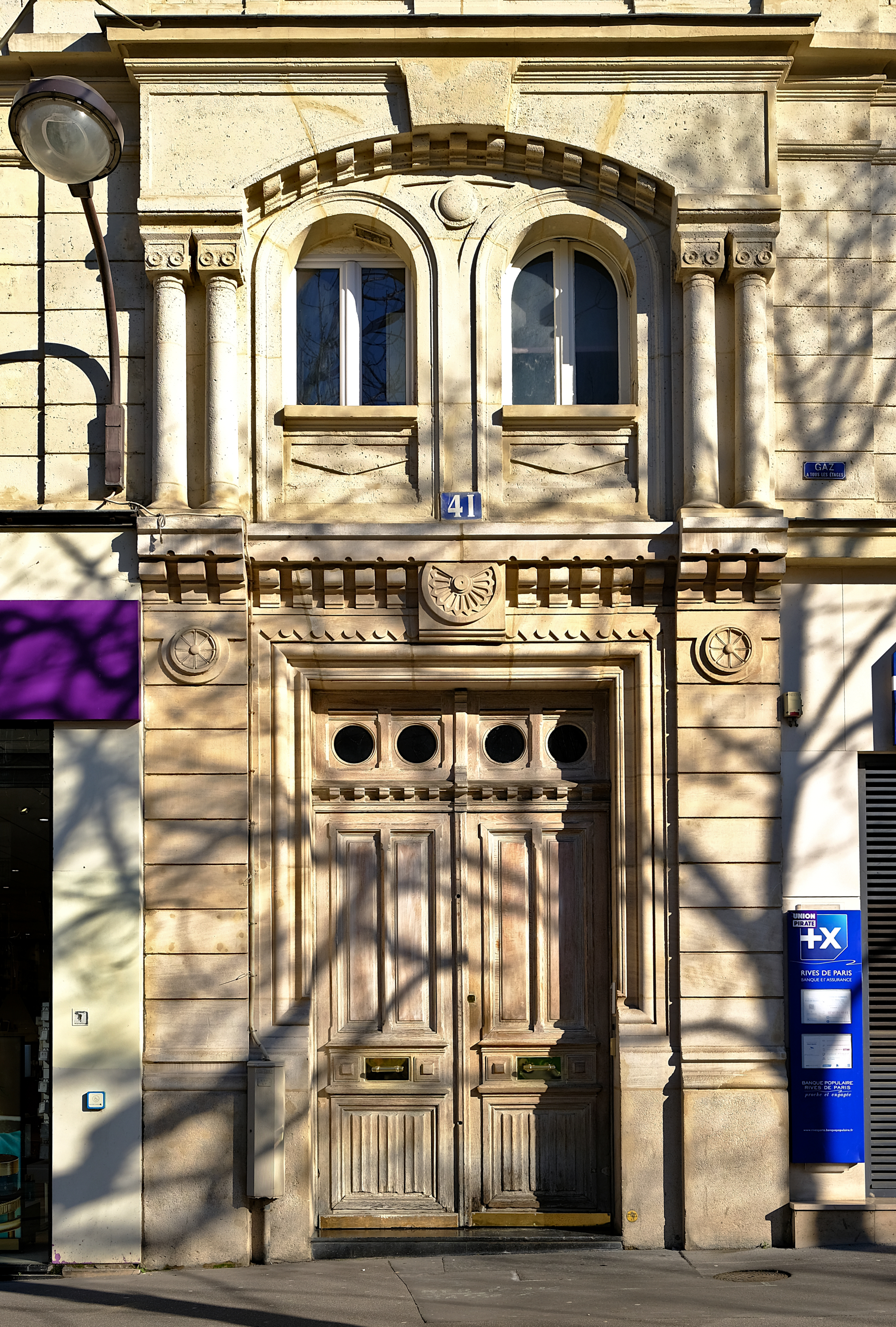
Porte du no 41.
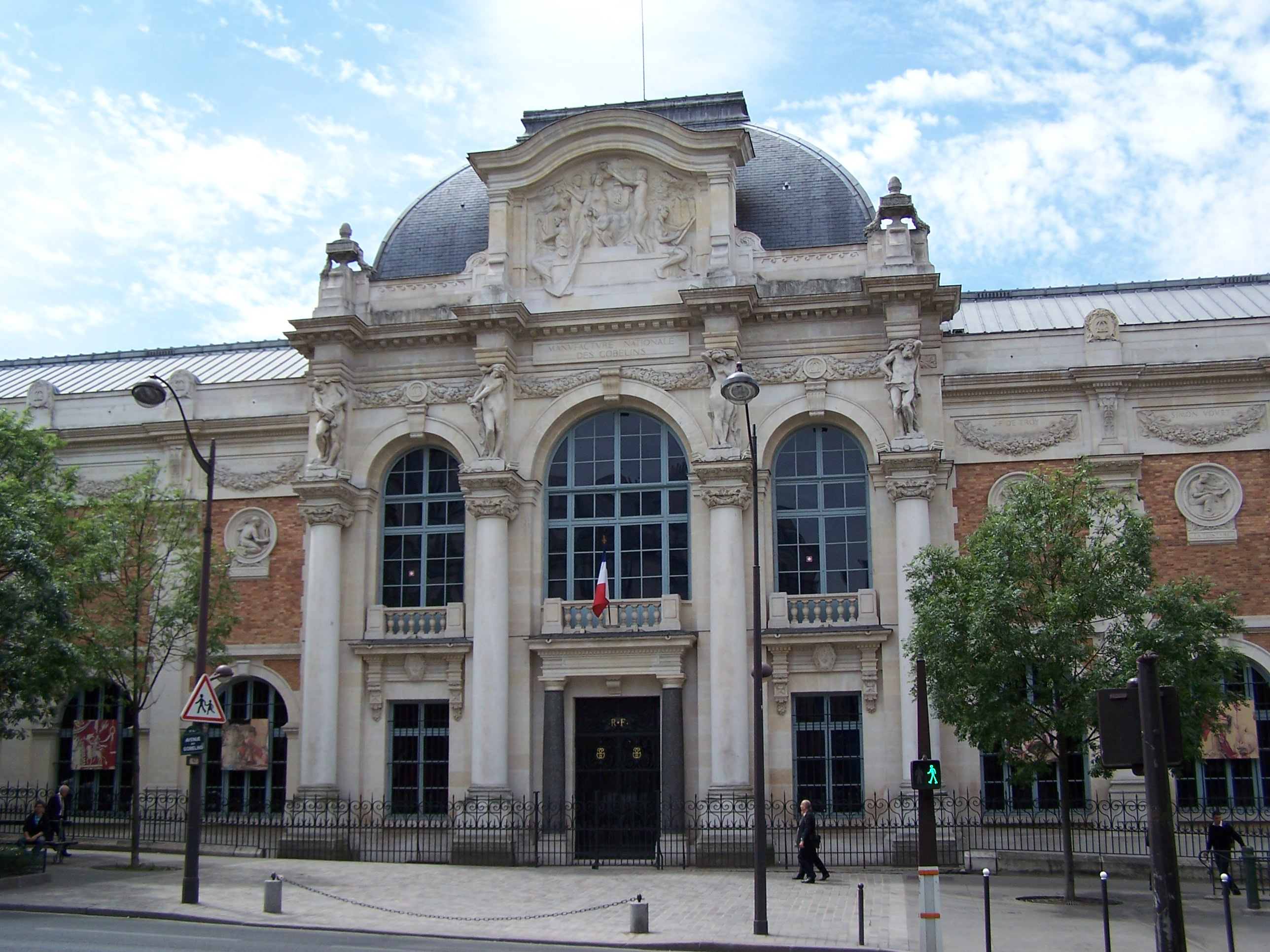
no 42 : la manufacture des Gobelins.
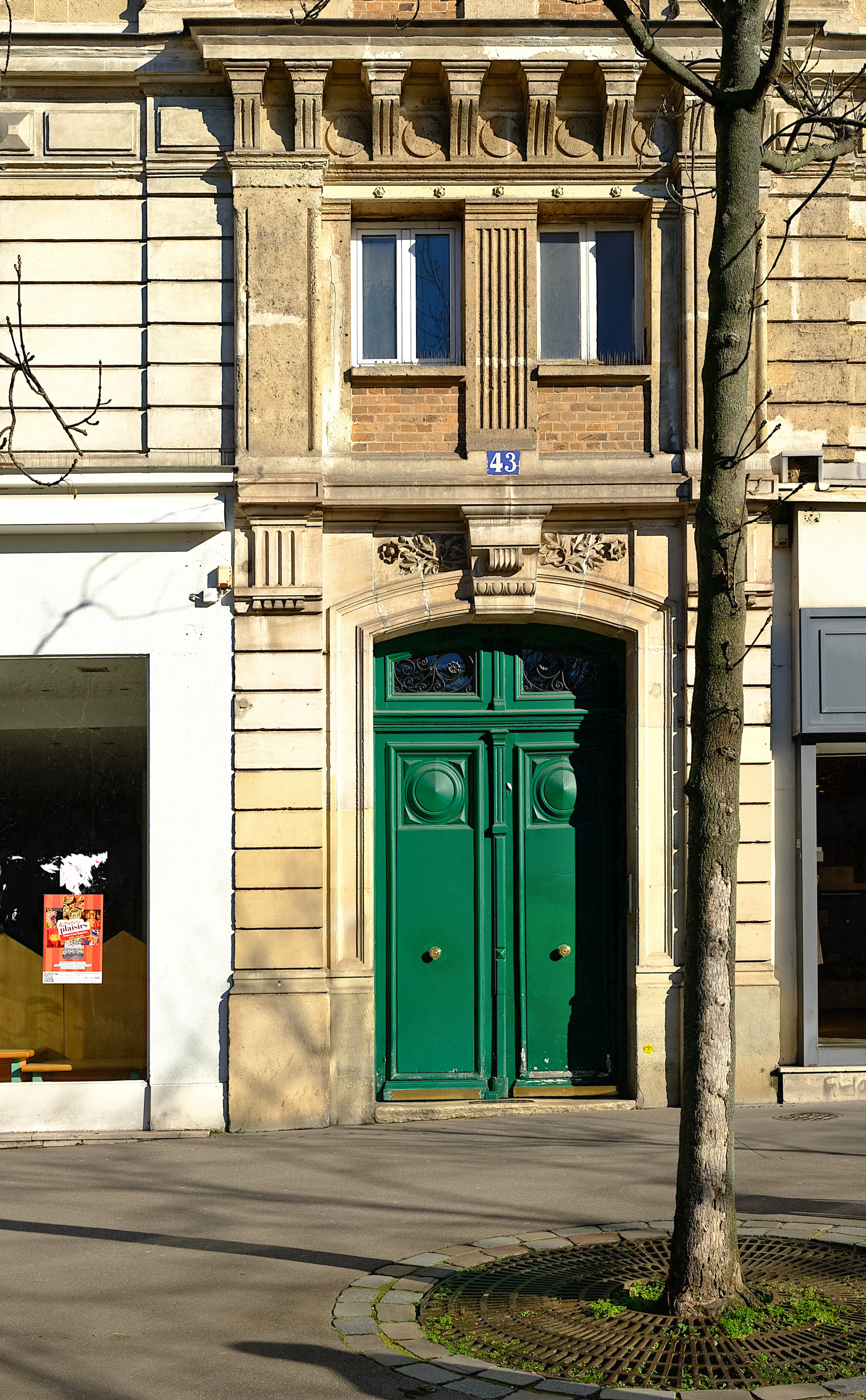
Porte du no 43.
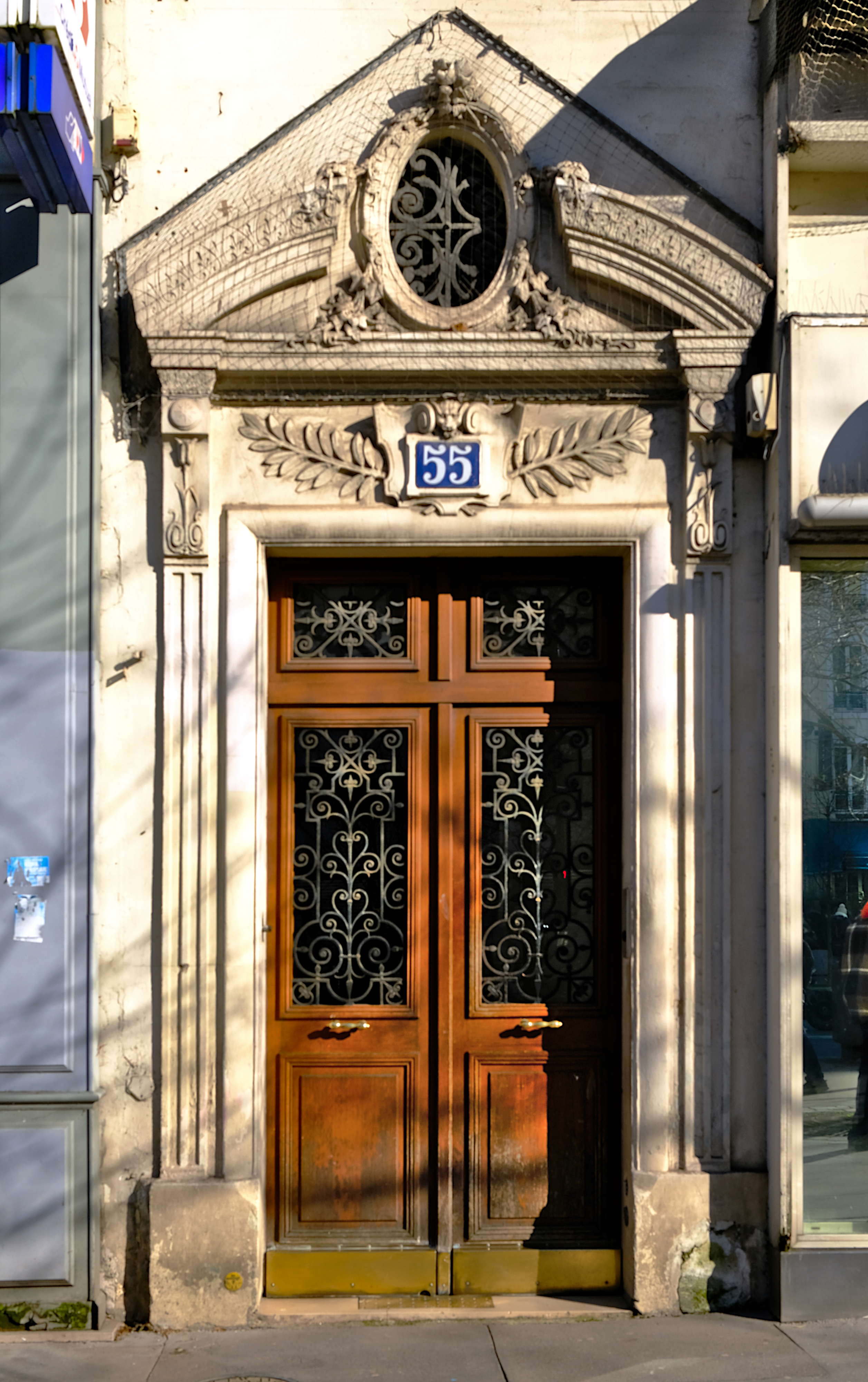
Porte du no 55.
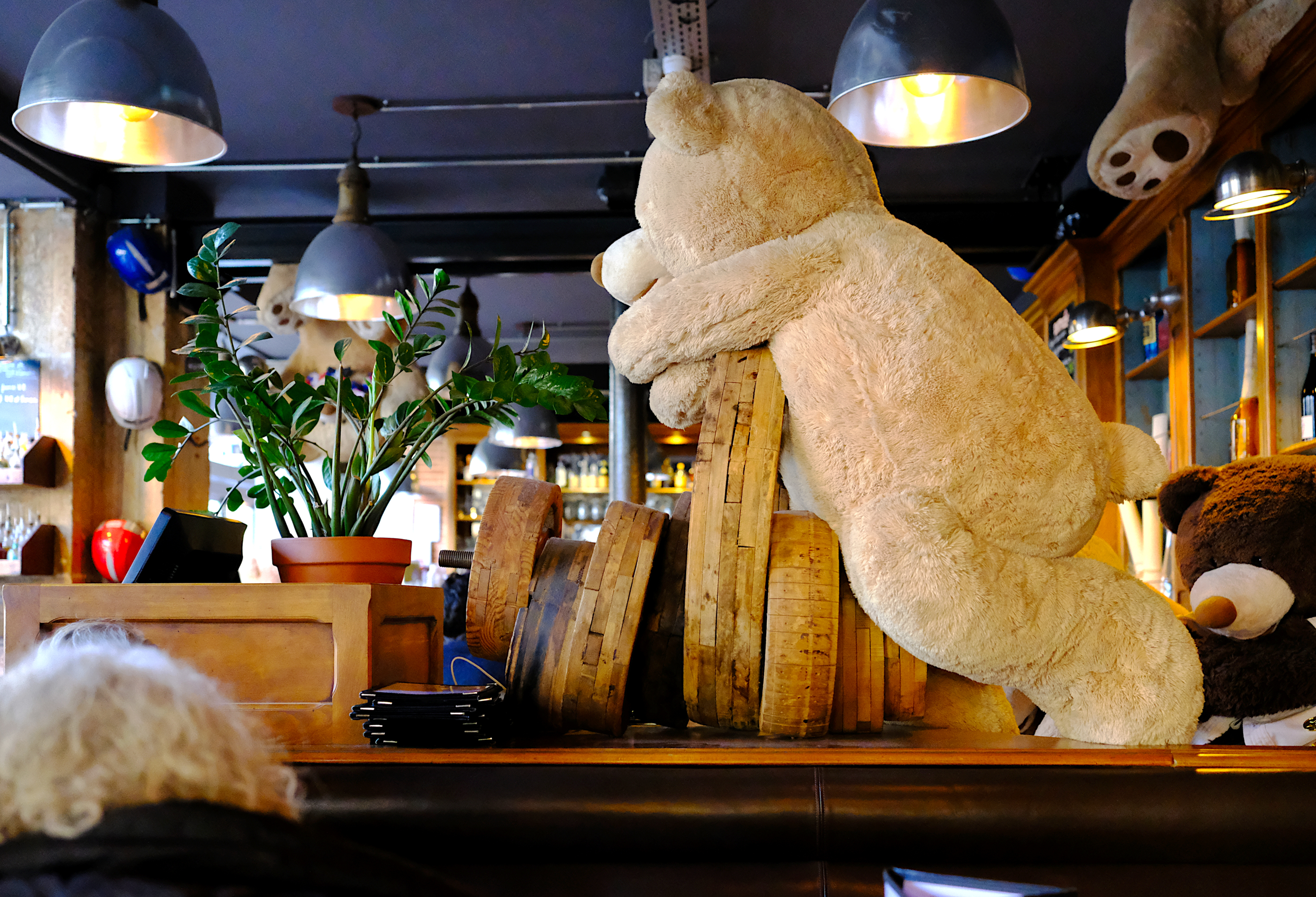
no 62  : La Manufacture et ses nounours.
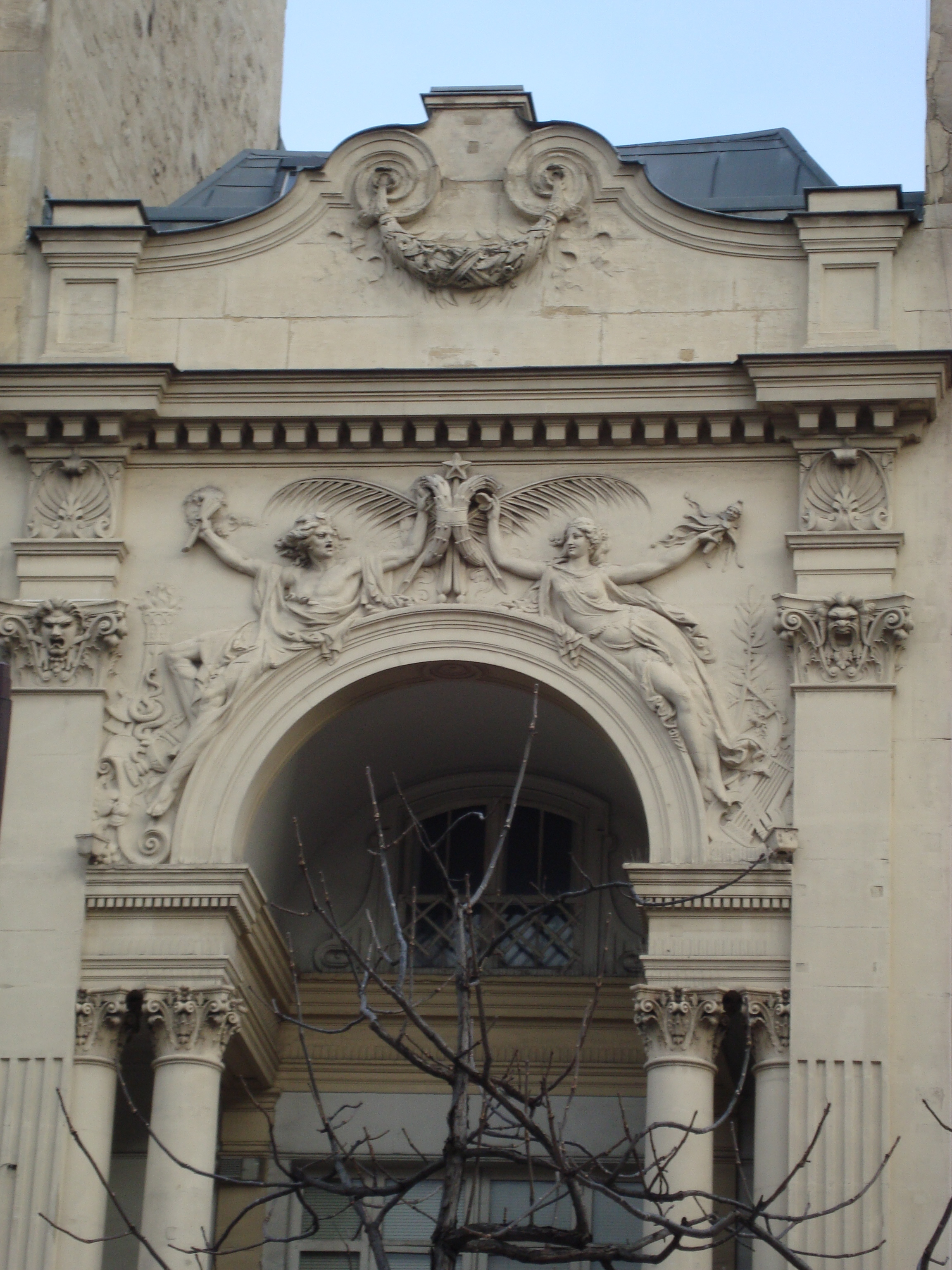
no 73 : la façade du théâtre des Gobelins réalisée par Rodin.

## Galerie

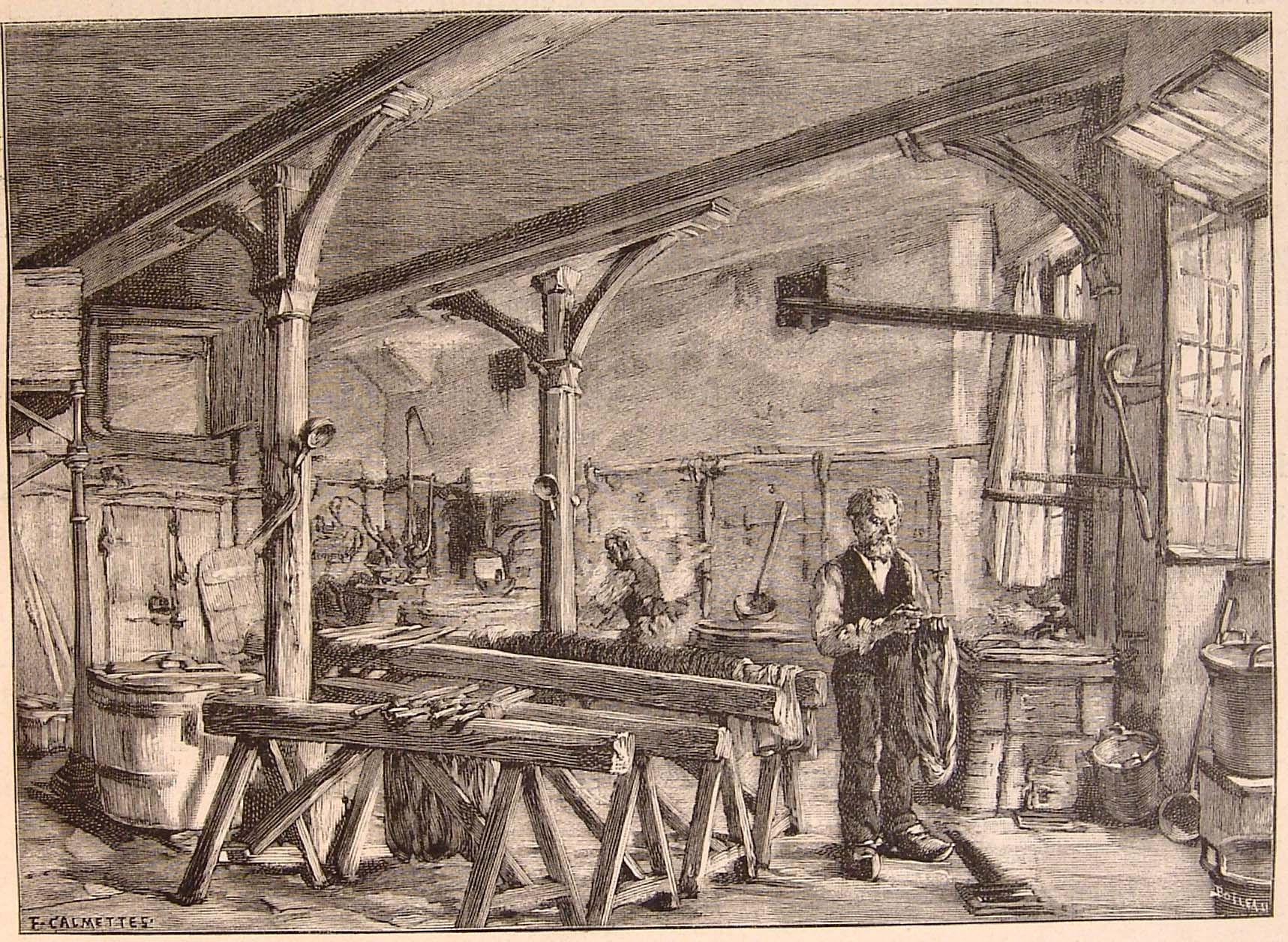
Atelier de teinture des Gobelins (1889).
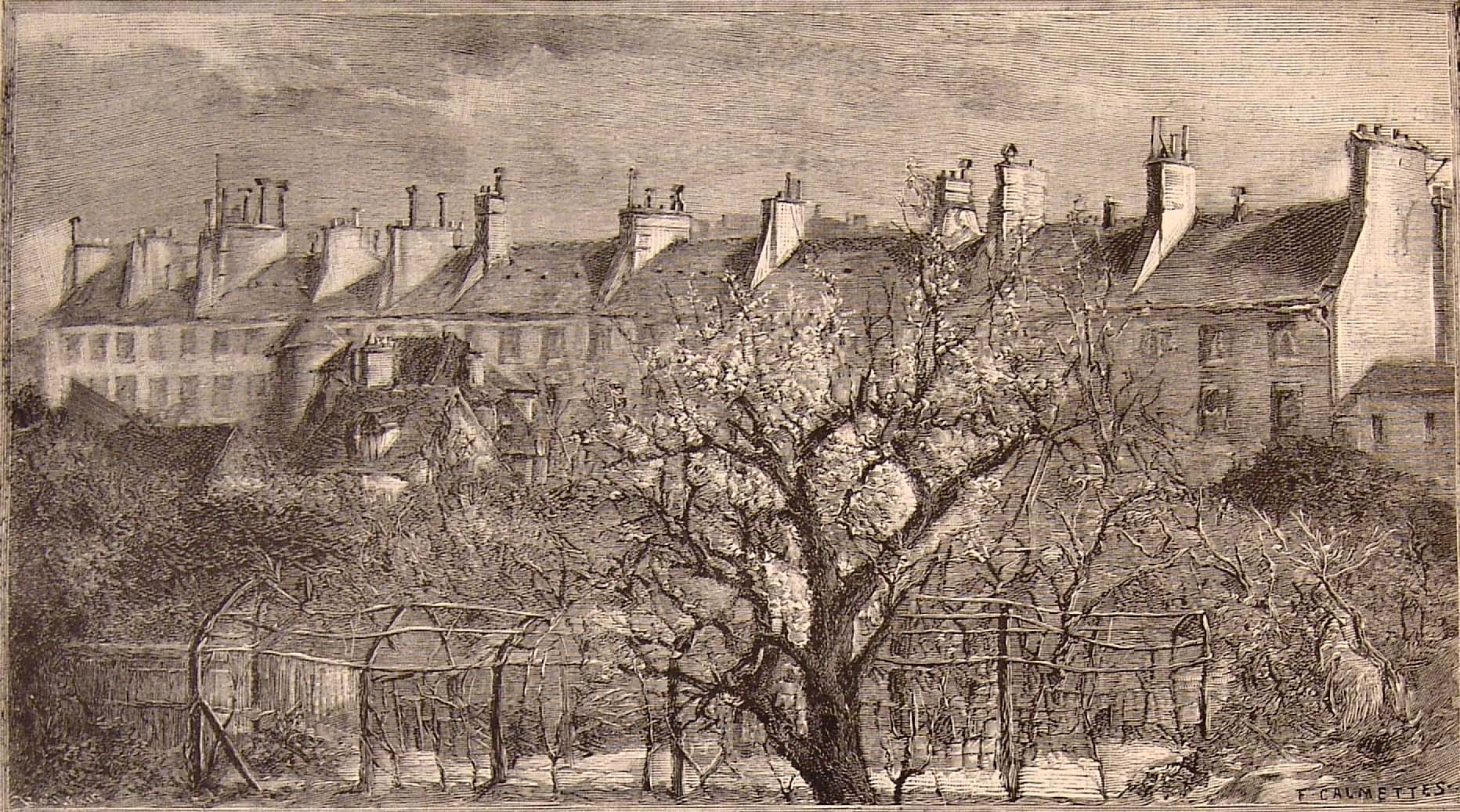
Les Gobelins par la porte des Jardins (1889).
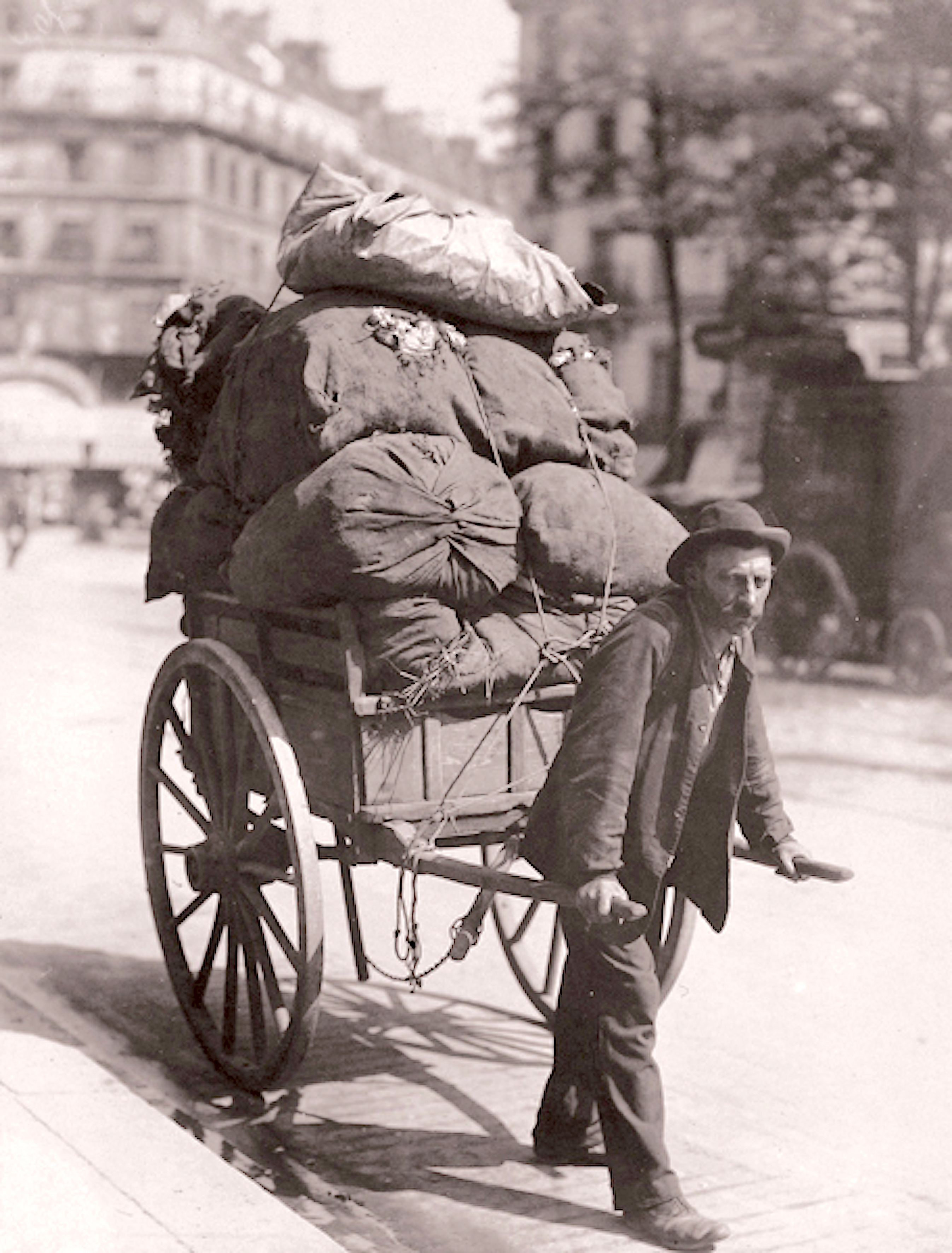
Le Chiffonier, d'Eugène Atget, au carrefour Mouffetard (1899).
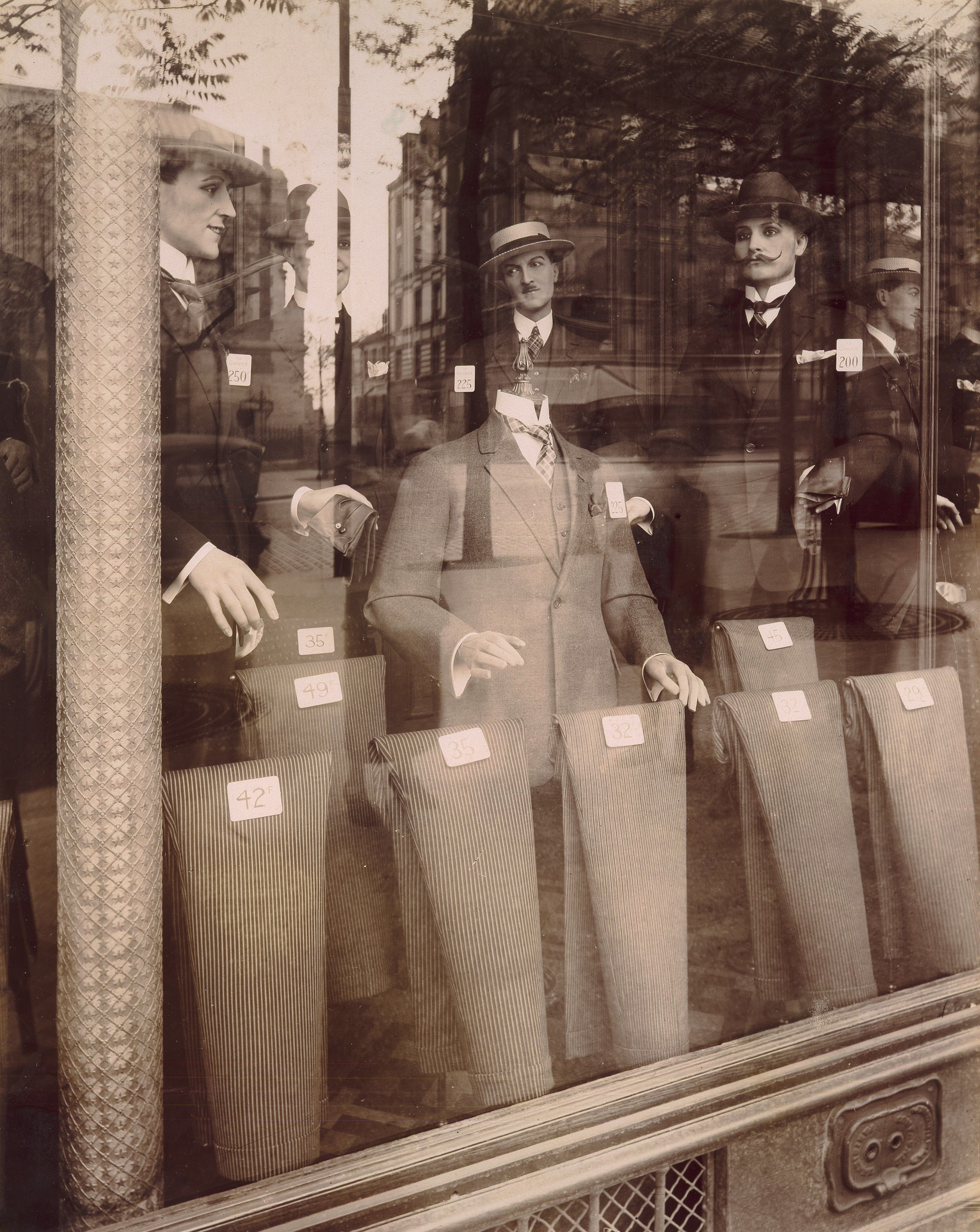
La Vitrine du tailleur, d'Eugène Atget, en face de la Manufacture des Gobelins (1927).